# 克魯赫萊 (里夫內區)
50°37′12″N 26°21′20″E / 50.62000°N 26.35556°E
克魯赫莱（烏克蘭語：Кругле），是烏克蘭西北部里夫内州里夫内区白克里尼察市镇的村落。始建於1989年，面積0.05平方公里，海拔高度232米，2001年人口74，人口密度每平方公里1,480人。